# Diplodasys swedmarki
Diplodasys swedmarki är en djurart som tillhör fylumet bukhårsdjur, och som beskrevs av Kisielewski 1987. Diplodasys swedmarki ingår i släktet Diplodasys och familjen Thaumastodermatidae. Inga underarter finns listade i Catalogue of Life.